# Damk

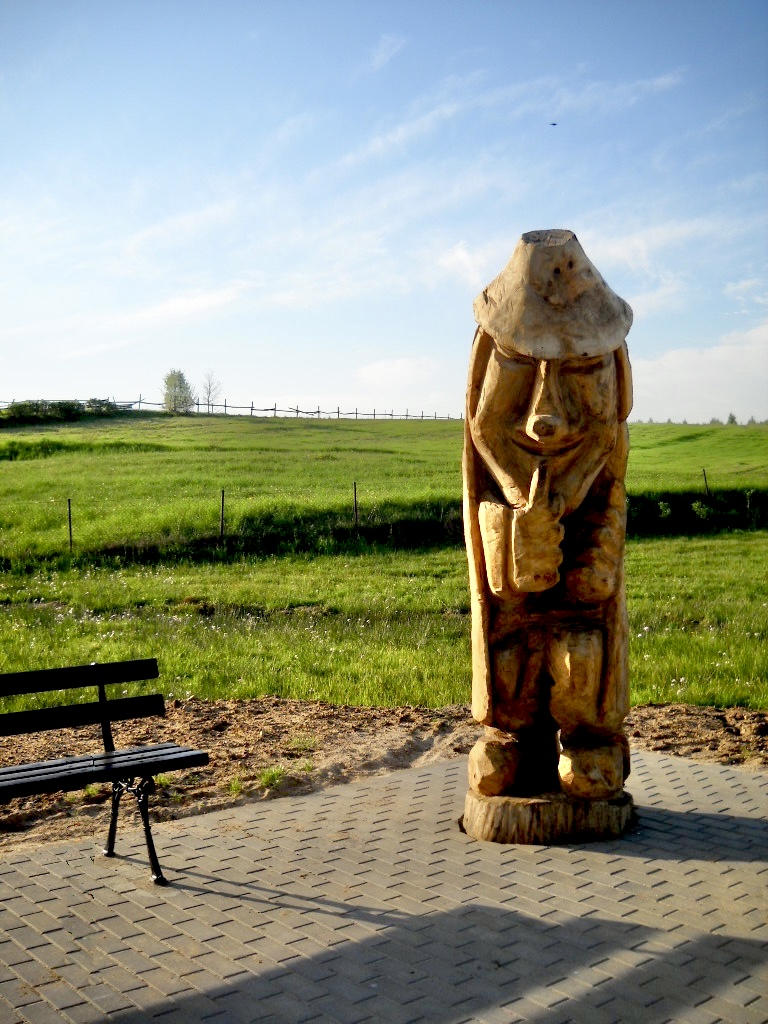
Damk, rzeźba wykonana przez artystę ludowego Jana Redźko

Damk – kaszubski duch sprawujący pieczę nad milczkami, odludkami i ludźmi bez poczucia humoru.
Drewniana figura przedstawiająca Damka, jako jedna z 13 figur szlaku turystycznego „Poczuj kaszubskiego ducha" współfinansowanego ze środków unijnych i wykonana przez Jana Redźko na podstawie opracowania "Bogowie i duchy naszych przodków. Przyczynek do kaszubskiej mitologii" Aleksandra Labudy, znajduje się w miejscowości Miłoszewo.